# Чудо (фильм, 2022)
«Чудо» (англ. The Wonder) — психологический исторический фильм 2022 года режиссёра Себастьяна Лелио, снятый по сценарию Эммы Донохью, Лелио и Элис Бёрч и основанный на одноимённом романе Донохью 2016 года. В фильме рассказывается об английской медсестре, отправленной в ирландскую деревню для наблюдения за молодой девушкой, которая, как утверждается, способна выжить без еды. Главную роль сыграла Флоренс Пью, во второстепенных ролях снялись Том Берк, Нив Алгар, Элейн Кэссиди, Дермот Кроули, Брайан Ф. О’Бирн, Дэвид Уилмот, Рут Брэдли, Каолан Бирн, Джози Уокер, Киаран Хайндс, Тоби Джонс и Кила Лорд Кэссиди
Мировая премьера «Чуда» состоялась 2 сентября 2022 года на кинофестивале в Теллуриде. 2 ноября 2022 года фильм вышел в ограниченный прокат в США, а 16 ноября 2022 года стал доступен на платформе Netflix. Фильм получил положительные отзывы критиков, которые высоко оценили работу художника-постановщика и игру актёров, особенно Пью.

## Сюжет
В 1862 году Элизабет «Либ» Райт, английскую медсестру, служившую на Крымской войне, отправляют в деревню в Ирландии, где ей поручают внимательно следить за Анной О’Доннелл, голодающей девушкой, которая, по словам её семьи, не ела четыре месяца. Элизабет помогает монахиня, сестра Майкл, и обе они должны независимо друг от друга доложить о своих выводах Совету, состоящему из видных представителей местной общины. Воспоминания о Великом голоде ещё свежи в деревне, и поэтому ирландцы настороженно относятся к английской медсестре. Либ знакомится с глубоко религиозной семьей Анны: её матерью Розалин, отцом Малахием и старшей сестрой Китти. За ужином Либ узнаёт, что старший брат Анны умер от неизвестной болезни. Сама Анна выглядит здоровой и утверждает, что питается «манной небесной».
В корчме Либ знакомится с Уильямом Бирном, человеком, выросшим в здешних местах, чья семья погибла во времена Великого голода, пока он сам учился в школе-интернате. Теперь Уильям работает журналистом в газете The Daily Telegraph и пишет статьи об истории чудо-девочки, которую лично он считает притворщицей. Наблюдения Либ изначально не позволяют обнаружить признаков обмана. Анна постоянно молится и убеждена, что души проклятых будут вечно гореть в аду. Либ, всё ещё скорбящая о смерти своей единственной дочери, каждый вечер принимает лауданум, чтобы уснуть.
Заметив, что мать утром и на ночь целует Анну в губы, при этом закрывая ей лицо ладонями, Либ догадывается, что Анне тайно передают пережеванную пищу, и запрещает членам семьи прикасаться к ней. Либ и Уильям становятся любовниками; Либ рассказывает Уильяму о своей умершей в младенчестве дочери и сбежавшем муже.
В разлуке с семьей состояние Анны резко ухудшается; однажды во время прогулки она падает в голодный обморок. Уильям отправляет в газету статью, в которой возлагает вину за ожидаемую смерть Анны на её семью и общество. В конце концов Анна признаётся, что получала «манну» от матери, и раскрывает причины своего воздержания от пищи: она хочет спасти душу брата, который неоднократно насиловал её в детстве, и считает его болезнь и смерть наказанием Божьим.
Либ сообщает Совету о своих выводах, но они отказываются ей верить. Сестра Майкл заявляет, что не нашла никаких доказательств того, что Розалин тайно кормила Анну. Члены Совета допрашивают Анну, но она повторяет, что питается исключительно «манной небесной». Зная, что Анна неизбежно умрёт, если она не начнет есть в ближайшее время, Либ умоляет её мать возобновить поцелуи.
Розалин отказывается, говоря, что после жертвенной смерти Анны оба её ребенка попадут в рай. Либ уговаривает Уильяма помочь с планом спасения. Пока семья О’Доннеллов находится на мессе, Либ приносит умирающую Анну к расположенному неподалёку святому источнику и говорит, что после смерти Анна возродится как новая девочка по имени Нэн. Анна закрывает глаза и, кажется, умирает. Когда она приходит в себя, Либ наконец-то может накормить её. Либ возвращается в дом О’Доннеллов и поджигает его, среди прочего уничтожив пузырёк с лауданумом.
Либ сообщает Совету, что смерть Анны вызвана естественными причинами, а пожар является несчастным случаем. Члены Совета, обеспокоенные своей возможной причастностью к смерти Анны и отсутствием тела девочки, увольняют Либ с работы без выплаты зарплаты. Сестра Майкл рассказывает Либ, что в день пожара ей было даровано видение: ангел верхом на лошади уезжает с Анной. Она просит Либ пообещать, что Анна отправится в лучшее место.
В Дублине Либ воссоединяется с Уильямом и Нэн, состояние здоровья которой значительно улучшилось. Все трое выдают себя за семью Чешир и отправляются на корабле в Сидней.

## В ролях
- Флоренс Пью — Либ Райт
- Кила Лорд Кэссиди — Анна О’Доннелл
- Том Берк — Уильям Бирн
- Нив Алгар — Китти О’Доннелл / рассказчица
- Элейн Кэссиди  — Розалин О’Доннелл
- Каолан Бирн — Малахия О’Доннелл
- Тоби Джонс — доктор Макбрерти
- Киаран Хайндс — отец Таддеус
- Дермот Краули — сир Отуэй
- Брайан Ф. О’Бирн — Джон Флинн
- Дэвид Уилмот — Шон Райан
- Рут Брэдли — Мэгги Райан
- Джози Уокер — сестра Майкл

## Производство и премьера
О начале работы на проектом стало известно 28 апреля 2021 года, когда Флоренс Пью получила главную роль в экранизации «Чуда» Себастьяна Лелио.[3].
12 августа 2021 года основные съёмки начались в Ирландии, к актёрскому составу присоединились Том Берк, Нив Алгар, Элейн Кэссиди, Кила Лорд Кэссиди, Тоби Джонс, Киаран Хиндс, Дермот Кроули, Бриан Ф. О’Бирн и Дэвид Уилмот. Роль 11-летней Анны О’Доннелл исполнила дочь Кэссиди — Кила.
Премьера фильма состоялась на Международном кинофестивале в Торонто в 2022 году. Европейская премьера состоялась на 70-м Международном кинофестивале в Сан-Себастьяне в сентябре 2022 года. 16 ноября 2022 года фильм стал доступен на сервисе Netflix.

## Критика
В своей рецензии на фильм Дэвид Эрлих из IndieWire назвал его «роскошной, но слегка недожаренной сказкой», похвалив режиссуру Лелио, игру актёров, операторскую работу и музыку. Питер Брюге в своей рецензии для Variety высоко оценил игру актёров, но раскритиковал сценарий, назвав его «ровной, но в конечном итоге нелепой адаптацией». Стивен Фарбер из The Hollywood Reporter нашел фильм «ярким исследованием тёмных предрассудков» и высоко оценил игру Пью и режиссуру Лелио, которая, по его словам, представляет собой, возможно, его «лучшее достижение на сегодняшний день».